# Квассия горькая
Квассия горькая (лат. Quassia amara) — растение семейства Симарубовые, вид рода Квассия, произрастающее в Северной Бразилии и Гвиане.

## Ботаническое описание

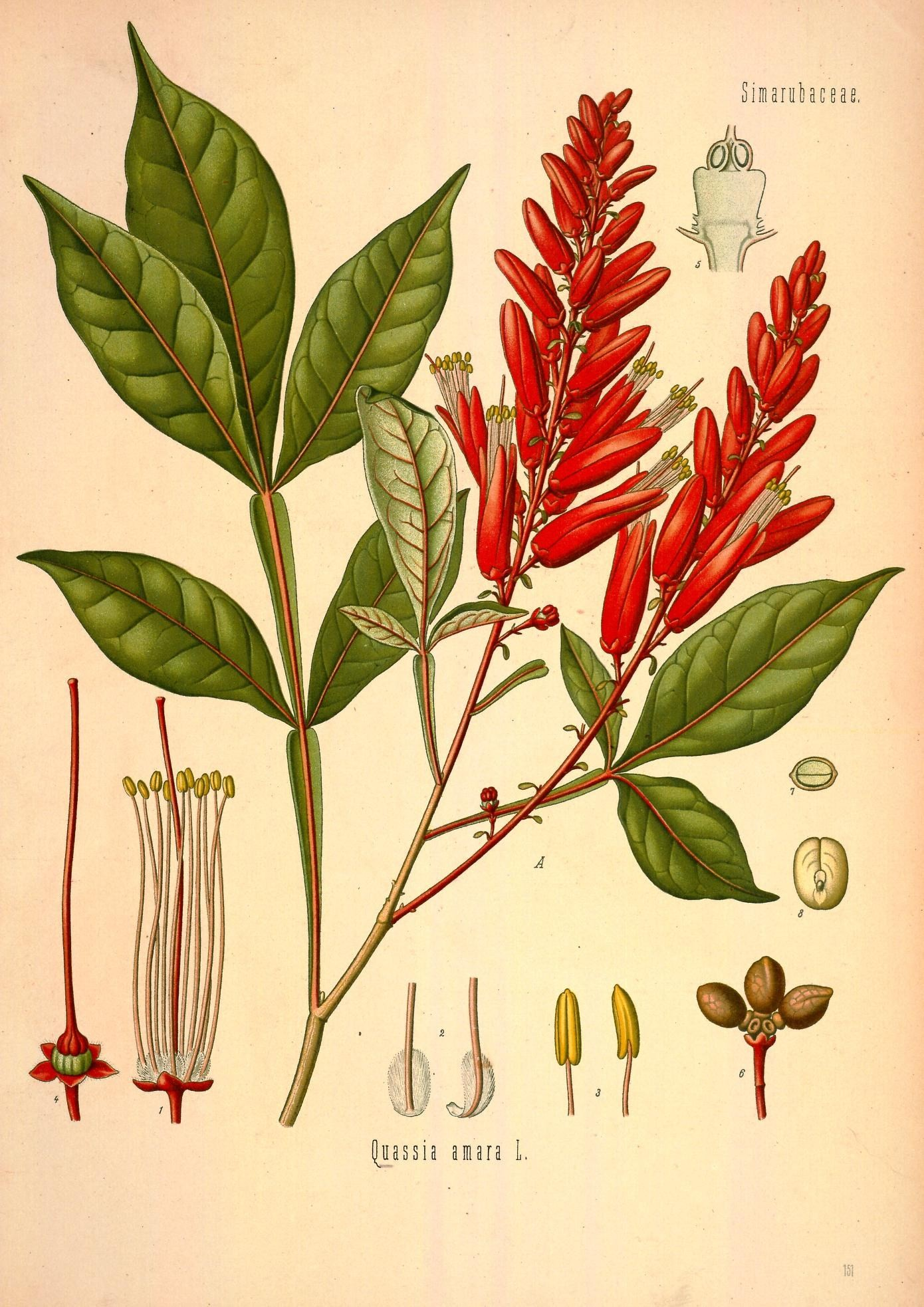

Дерево или высокий кустарник, высотой 3-8 м, с непарноперистыми листьями длиной 15-25 см, имеющими 3-5 листочков. Они тёмно-зелёные с ярко-красной главной жилкой и общим черешком. Цветки крупные до 4 см длиной, ярко-красные снаружи и белые изнутри, собраны в густые боковые и верхушечные кисти 15-25 см длиной. Плод — мелкая чёрная костянка, 1-1,5 см диаметром.

## Сырьё
Используемым сырьём является древесина растения. Она лёгкая белая, на вкус чрезвычайно горькая. В аптеки поступает в резанном виде.

## Химический состав
Древесина растения содержит 0,15 % квассина. Квассин — вещество дитерпеновой природы, молекула которого богата кислородными функциональными группами.

## Использование
Водный отвар древесины употребляется, как горькое желудочное средство. Его добавляют в пиво, вместо хмеля, а также применяют в качестве инсектицида. Спиртовой настой применяется в качестве антипаразитарного средства.

## Галерея

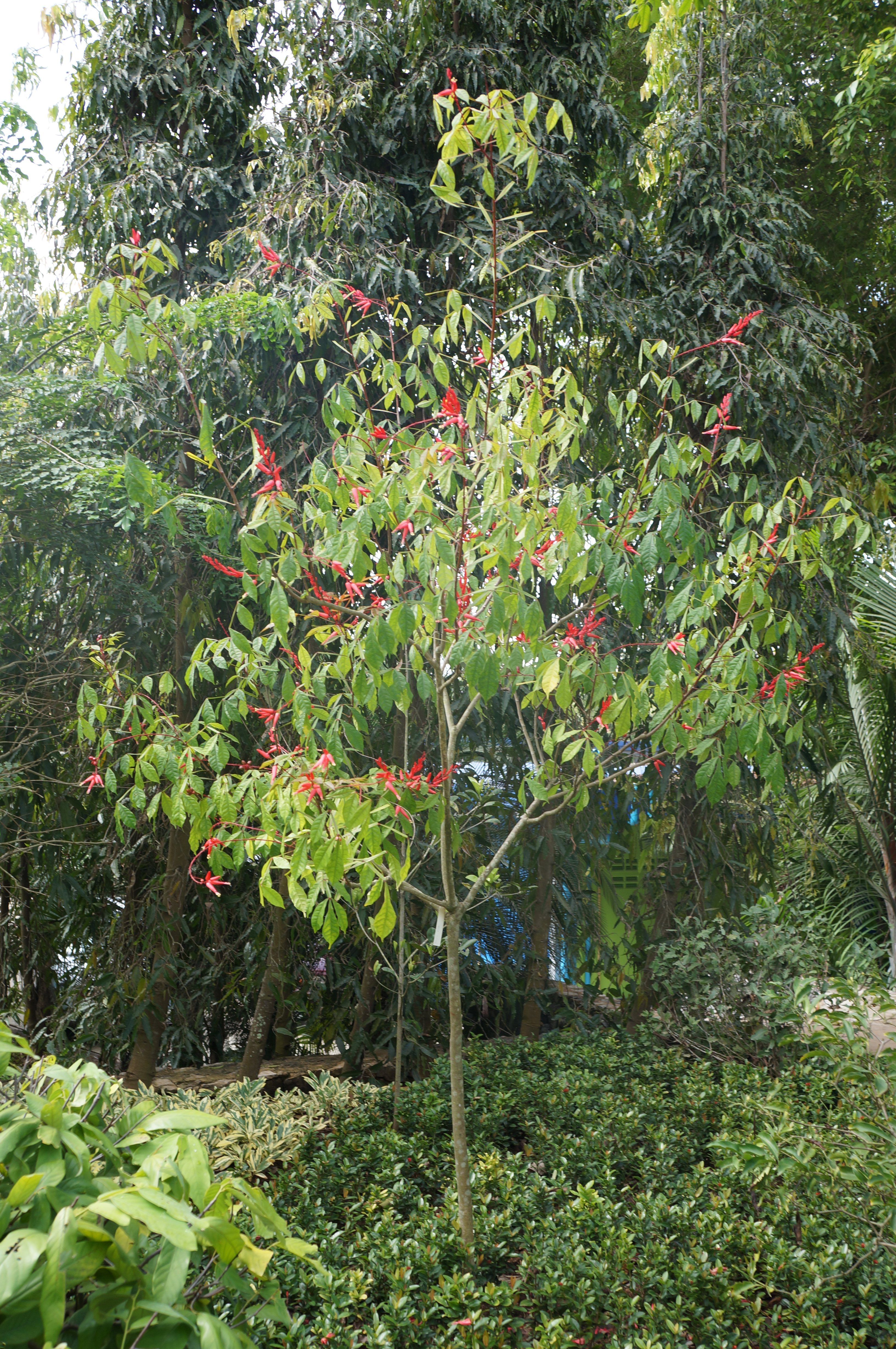
Куст
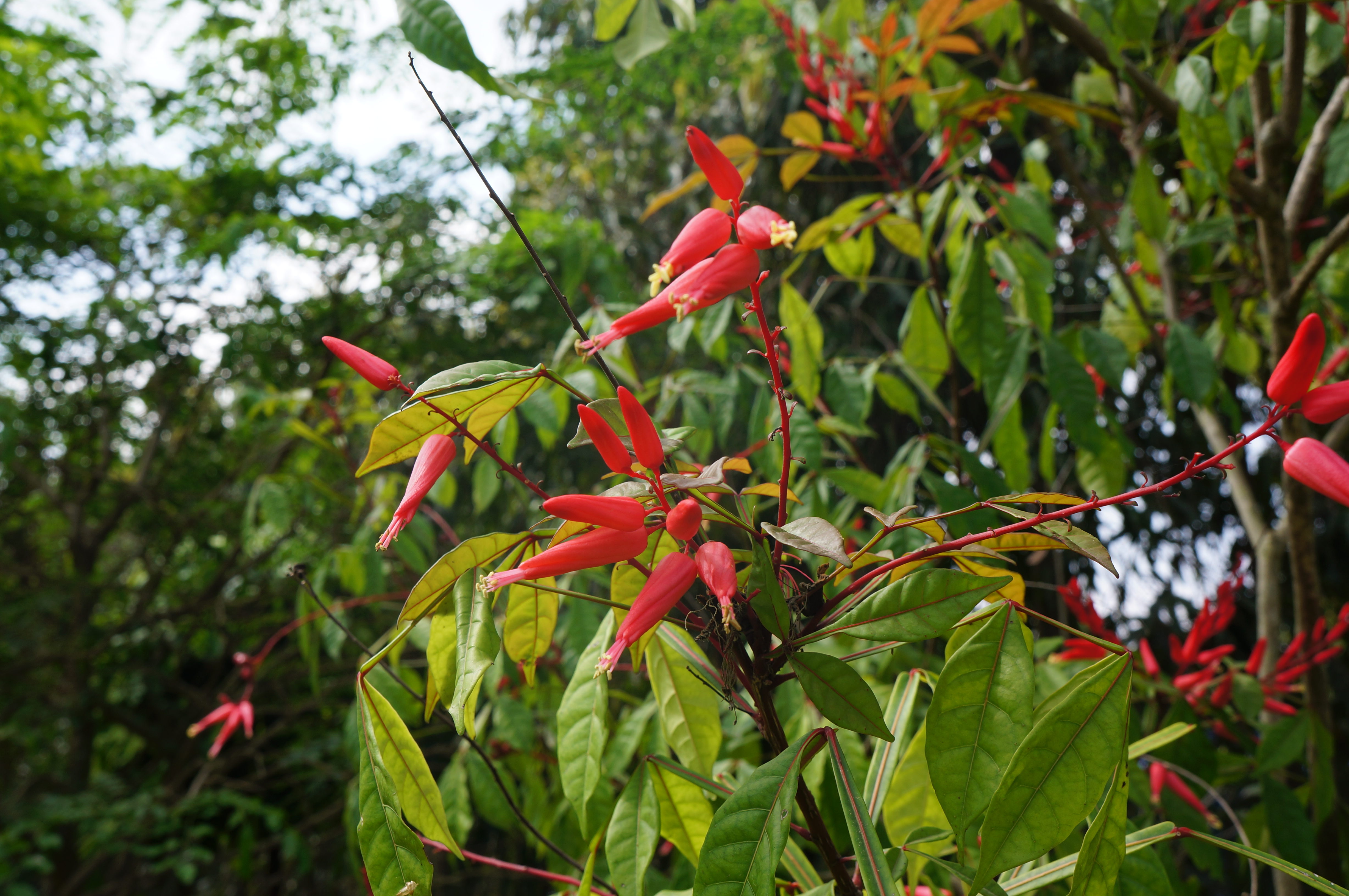
Цветы
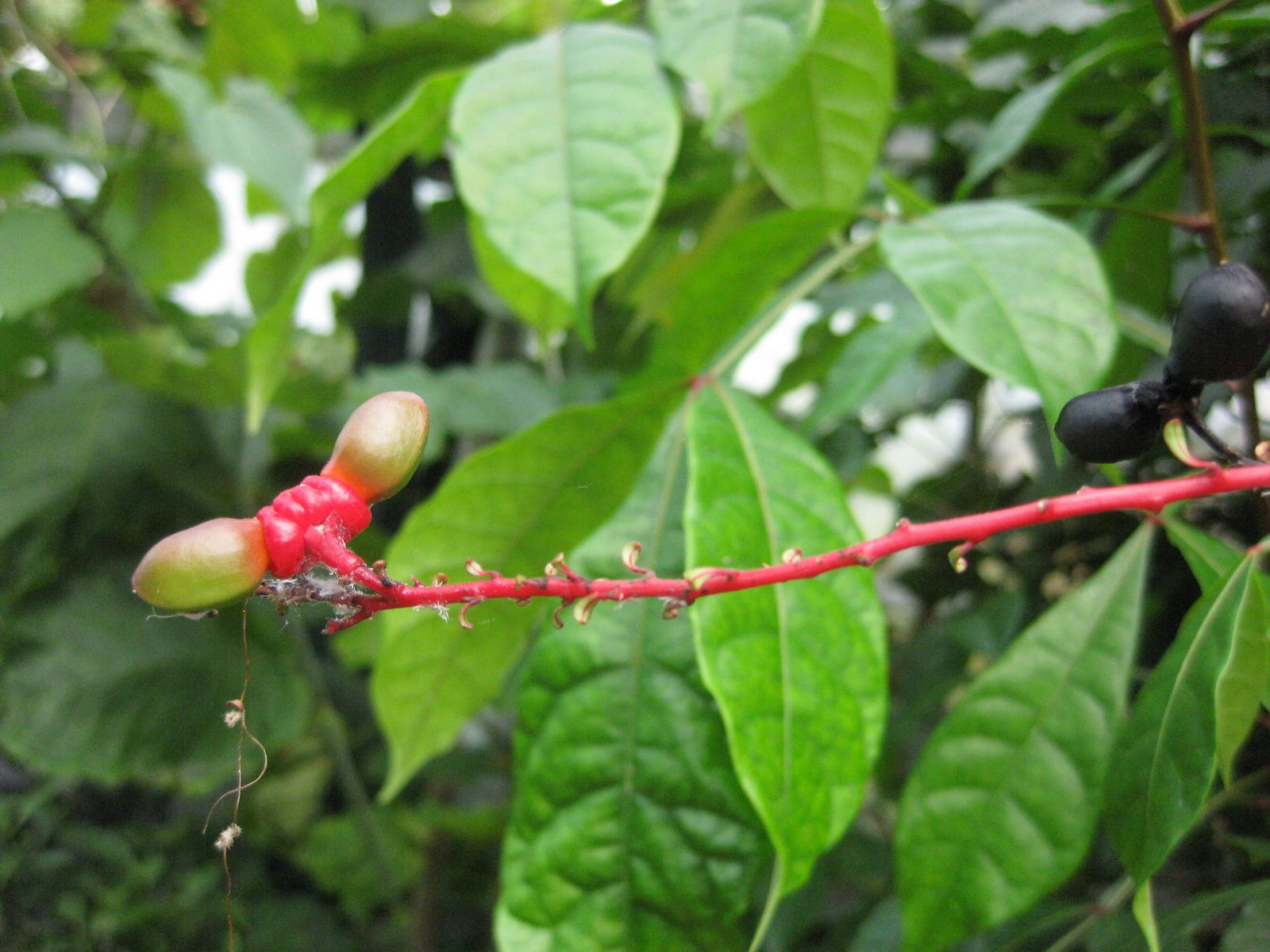
Плоды